# Chrétiens en grande école
Pour les articles homonymes, voir CGE.

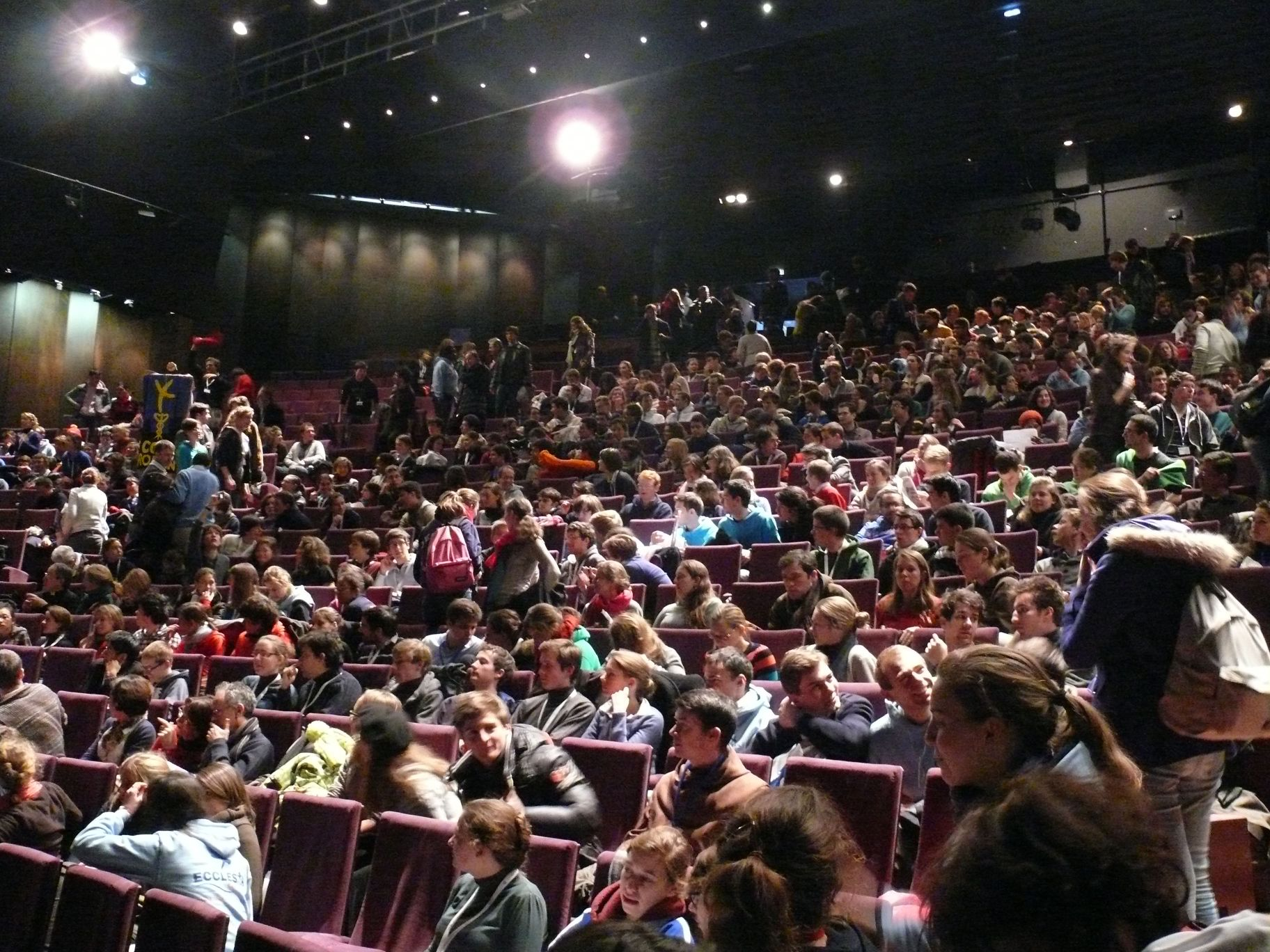
Conférence au Théâtre national de Bretagne.

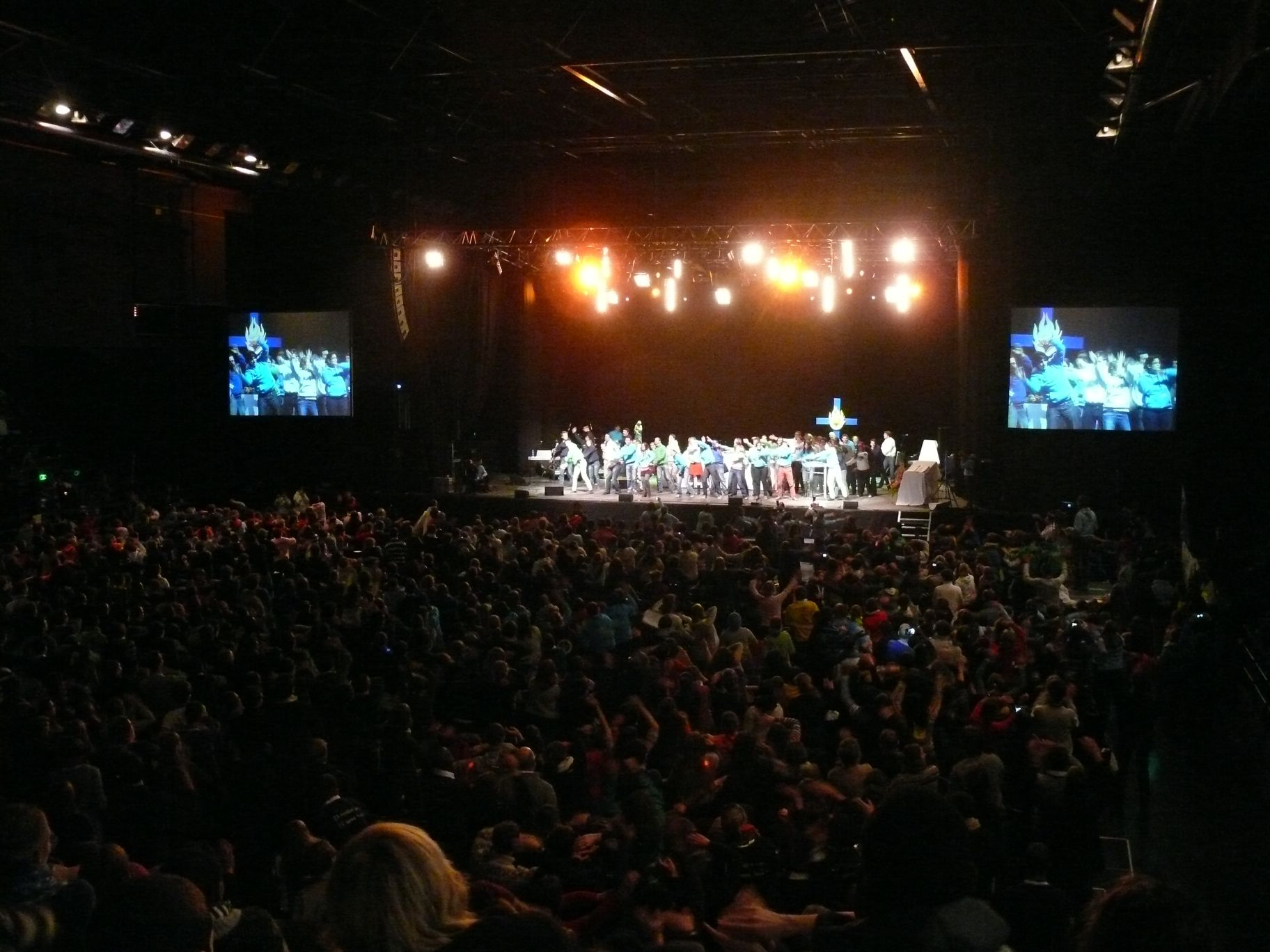
Rencontre dans la Salle Liberté de Rennes en 2012.

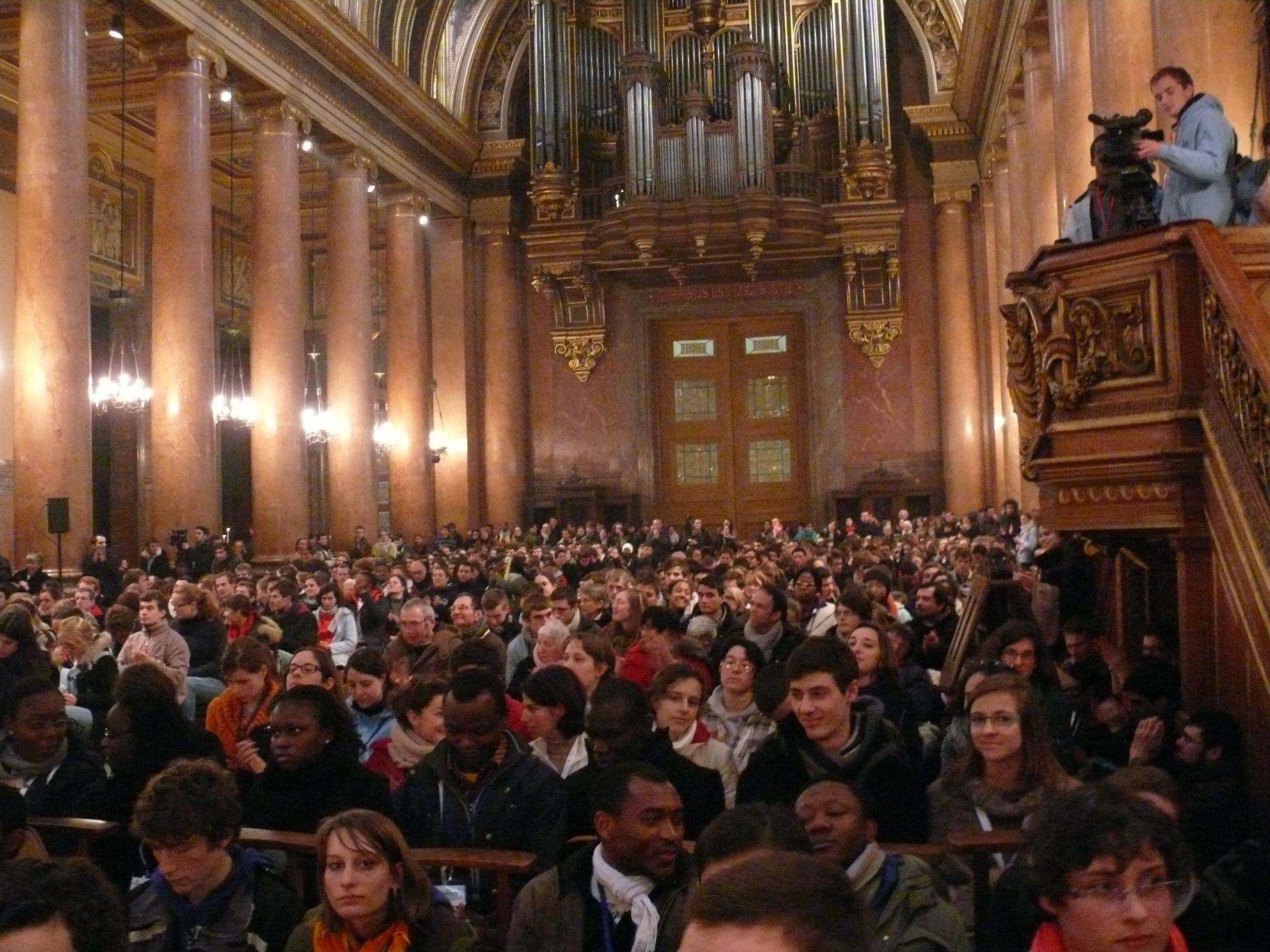
La messe d'envoi en 2012.

Chrétiens en grande école (CGE) est une association loi de 1901 catholique qui a pour vocation de fédérer les communautés chrétiennes des grandes écoles françaises.
Les communautés chrétiennes des grandes écoles ont pour objectif de permettre aux étudiants de ces écoles de pratiquer et de partager leur foi dans le contexte particulier dans lequel ils vivent. Les étudiants se retrouvent habituellement toutes les semaines pour une messe, un dîner, un temps de formation ou de partage puis une prière.
L'association rassemble environ 100 communautés, regroupant environ 4000 étudiants dans toutes les villes étudiantes de France. Elle fait partie du pôle « annonce et accompagnement de la vie chrétienne » de la Conférence des évêques de France.
Elle organise chaque année une Rencontre nationale qui rassemble un millier d'étudiants : un week-end de formation, de réflexion, de partage et de prière, sur un thème choisi par le conseil national de l'association.

## Historique
Créé en 1985, le réseau CGE trouve en réalité ses racines dans des mouvements bien plus anciens. Les principales étapes de son existence sont les suivantes :
- 1892 : création de l'Union des étudiants catholiques, qui regroupe quelques écoles parisiennes ;
- 1922 : création de la première association d'envergure nationale, la Fédération française des étudiants catholiques (FFEC), qui regroupe environ trente écoles.
- 1947 : après la création de la Jeunesse étudiante chrétienne (JEC), apparition de l'ACGE, l'action catholique des grandes écoles.
- 1967 - 1980 : l'ACGE devient le MCGE, mouvement des chrétiens en grande école.
- 1985 : le MCGE devient une association, qui prend le nom de CGE.

## Week-end nationaux
L'évènement phare organisé annuellement par CGE est le week-end national (anciennement rencontre nationale). Elle rassemble plusieurs centaines d'étudiants, issus pour la plupart des communautés chrétiennes des grandes écoles situées en France.
- 1985 : Première rencontre nationale à HEC : « La morale, pour ou contre l'homme, avec ou sans le Christ ? »
- 1986 : École polytechnique, « S'engager aujourd'hui, un appel pour tous, à chacun sa réponse »
- 1987 : Supélec, « L'Église, signe et témoin du salut »
- 1988 : Agro Grignon, « Pauvreté, justice, Évangile»
- 1989 : École centrale de Paris, « Battants et fragiles, Comment accueillir la vulnérabilité et la force de Dieu ? »
- 1990 : Supélec, « À la rencontre de Dieu que je cherche »
- 1991 : HEC, « Étudiants chrétiens, où placer notre ambition ? »
- 1992 : ENS Cachan, « Dans un monde pluraliste, quel avenir construire ? »
- 1993 : École polytechnique, « Dans nos compromis, quelle fidélité à l'Évangile ? »
- 1994 : Télécom Paris, « Pour nous aujourd'hui, Église, obstacle ou tremplin ? »
- 1995 : Centrale Paris, « Donner du sens à son travail ! »
- 1996 : ESSEC/IPSL, « Aimer et être aimé, avec le Christ un chemin pour agir »
- 1997 : INPL Nancy, « Oser l’espérance »
- 1998 : ESCP Paris, « Croire, un élan pour nos vies, l’engagement chrétien »
- 1999 : ESIEE/Ponts et chaussées Marne-la-Valée, « Invités au bonheur »
- 2000 : ENSTB campus de Rennes, « Le XXIe siècle au risque de l’Évangile »
- 2001 : Supélec, « Un corps pour aimer »
- 2002 : ISAB Beauvais, « La bourse ou la vie »
- 2003 : HEC, « Délivre-nous du mal »
- 2004 : EM Lyon, « L’espérance fait vivre »
- 2005 : École polytechnique, « Homme et femme, à son image, Dieu les créa »
- 2006 : Reims, « Qu’as-tu fait de ton frère ? »
- 2007 : Paris, Arts et métiers, « La vérité vous rendra libres »
- 2008 : Nantes, « Jésus, Maître et serviteur »
- 2009 : Cergy, « Le christianisme, produit culturel ou créateur de culture ? »
- 2010 : Toulouse,  « Le corps est le temple de l'Esprit »
- 2011 : Paris-Saclay,  « Je suis le chemin, la vérité et la vie - À l'école de Jésus »
- 2012 : Ecclesia Campus à Rennes sur le thème « Que tous soient un »
- 2013 : Lille, « Apocalypse now ? Entrez dans l'Espérance »[3]
- 2014 : Paris, CGE Paris Centre, « Appelés à la liberté, sur la terre comme au ciel », 1200 participants.
- 2015 : Ecclesia Campus à Grenoble sur le thème « Ose la confiance ! », 2 600 participants[4]
- 2016 : Angers, « Dans la Fragilité, la Joie ? De la Tristitude à la Béatitude », les 6 et 7 février
- 2017 : Lyon, « Où cours-tu donc ? Chercheurs de Dieu en quête de temps »[5]
- 2018 : Ecclesia Campus à Lille sur le thème « S'engager pour s'épanouir », 3 000 participants[6]
- 2019 : Cergy-Pontoise, « Dès aujourd'hui, choisis le Ciel ! », les 23 et 24 mars[7]
- 2020 : Strasbourg, « Étudiant & chrétien, influenceur ou follower ? », les 1er et 2 février
- 2021 : Rouen, « Témoins de l'essentiel : ton avenir est plein d'espérance ».
- 2023 : Paris, « La vie est un défi, relève-le ! », les 28 et 29 janvier 2023[8]
- 2025 : Paris-Saclay, « La folie des grandeurs ! Quelle ambition pour ma vie ? », les 25 et 26 janvier.

## Ecclesia Campus
En 2012 (Rennes), 2015 (Grenoble) et 2018 (Lille), la rencontre nationale a laissé la place à un rassemblement plus large, ouvert aux étudiants de toutes les filières, qui n'est plus organisé uniquement par les étudiants mais également par les permanents de la Conférence des évêques de France. Il a pris pour nom Ecclesia Campus, et est reconduit tous les trois ans.

## Les Labos de CGE
Depuis 2014, Chrétiens en grande école organise un nouvel événement national : les Labos de CGE. Cet événement a lieu à Paris autour du mois de mars. Il s'agit d'un week-end de réflexion et de formation théologique autour d'un thème.
L'édition 2014 portait sur la question du transhumanisme.
Celle de 2015 sur la vérité, autour de la phrase « Je suis le Chemin, la Vérité, la Vie ».
En 2016 : « Du cœur de Dieu au cœur de l’Homme », sur la théologie du corps.
Celle de 2017 avait pour thème « Ainsi parle le Seigneur ».
En 2018, Dieu et la violence.
En 2019, « La Trinité, une équation impossible ? ». Et en 2020, "La souffrance : de la croix à la résurrection".
En 2024, les Labos ont lieu à Toulouse, au couvent des dominicains de Rangueil, et sur le plateau de Saclay au Centre Teilhard de Chardin, avec pour thème : "Vivre au cœur du monde avec la flamme des premiers chrétiens".

## Présidents
- 1985-2001 : ?
- 2001-2002 : Matthieu Bernard, Polytechnique
- 2002-2003 : Marie Libercé, AgroParisTech
- 2003-2004 : Aurélien Manchon, Polytechnique
- 2004-2005 : Meige Corpet, AgroParisTech
- 2005-2006 : Arnaud Collette, ENSAM-Angers/Paris
- 2006-2007 : Claire Boya, HEC
- 2007-2008 : Paul-Marie Hertz, Polytechnique
- 2008-2009 : Ségolène Delvallée, ISEP
- 2009-2010 : Thomas Rousseau, Centrale Paris
- 2010-2011 : Céline Trescases, ENS Cachan
- 2011-2012 : Camille Steiblen
- 2012-2013 : Matthieu Schira, Mines ParisTech
- 2013-2014 : Marthe Cadart, HEC
- 2014-2015 : Marianne Leurent, Polytechnique
- 2015-2016 : Vianney Behaghel, Polytechnique
- 2016-2017 : Éliette de Lamartinie, Ecole des Ponts ParisTech
- 2017-2018 : Jean-Baptiste de Saint-Aubert, Polytechnique
- 2018-2019 : Anne-Solveig Petit de Servins
- 2019-2020 : Baptiste Mekari, ESITC
- 2020-2021 : Cécile Roseau, Télécom
- 2021-2022 : Quentin Sopheap, Télécom
- 2022-2023 : Eléonore de Bruce, Sciences Po
- 2023-2024 : Pierre Desplats, Sciences Po